# Llangoedmor
Llangoedmor est un village et une communauté du Ceredigion, au pays de Galles.

## Géographie
Llangoedmor est situé dans le sud-ouest du Ceredigion, à trois kilomètres à l'est du centre-ville de Cardigan.
La communauté de Llangoedmor comprend aussi les villages et hameaux de Llechryd (en), Pant-gwyn (en) et Neuadd Wilym (en).

## Démographie
Au recensement de 2011, la communauté de Llangoedmor comptait 1 128 habitants.